# Olympische Sommerspiele 2016/Schwimmen – 100 m Brust (Männer)
Der Wettbewerb über 100 Meter Brust der Männer bei den Olympischen Spielen 2016 in Rio de Janeiro wurde am 6. und 7. August 2016 ausgetragen. 46 Athleten aus 38 Ländern nahmen daran teil. 
Es fanden sechs Vorläufe statt. Die sechzehn schnellsten Schwimmer aller Vorläufe qualifizierten sich für die beiden Halbfinals, die am gleichen Tag (MESZ am nächsten Tag) ausgetragen wurden. Für das Finale am nächsten Tag qualifizierten sich hier die acht schnellsten Starter beider Läufe.

## Vorlauf

### Vorlauf 1
6. August 2016
| Platz | Name             | Nation   | Zeit        | Anmerkung |
| ----- | ---------------- | -------- | ----------- | --------- |
| 1     | Radomyos Matjiur | Thailand | 1:02,36 min |           |
| 2     | Martín Melconian | Uruguay  | 1:02,67 min |           |
| 3     | Julian Fletcher  | Bermuda  | 1:02,73 min |           |
| 4     | Benjamin Schulte | Guam     | 1:03,29 min |           |
| 5     | Amini Fonua      | Tonga    | 1:06,40 min |           |
| 6     | Corey Ollivierre | Grenada  | 1:08,68 min |           |

### Vorlauf 2
6. August 2016
| Platz | Name            | Nation    | Zeit        | Anmerkung |
| ----- | --------------- | --------- | ----------- | --------- |
| 1     | Yannick Käser   | Schweiz   | 1:00,71 min |           |
| 2     | Carlos Claverie | Venezuela | 1:01,13 min |           |
| 3     | Erik Persson    | Schweden  | 1:01,20 min |           |
| 4     | Nicholas Quinn  | Irland    | 1:01,29 min |           |
| 5     | Azad Albarzi    | Syrien    | 1:02,22 min |           |
| 6     | Matti Mattsson  | Finnland  | 1:02,45 min |           |
| 7     | Édgar Crespo    | Panama    | 1:02,78 min |           |
| 8     | Dustin Tynes    | Bahamas   | 1:03,71 min |           |

### Vorlauf 3
6. August 2016
| Platz | Name                       | Nation     | Zeit        | Anmerkung |
| ----- | -------------------------- | ---------- | ----------- | --------- |
| 1     | Jorge Mario Murillo Valdes | Kolumbien  | 59,93 s     |           |
| 2     | Andrius Šidlauskas         | Litauen    | 1:00,59 min |           |
| 2     | Jason Block                | Kanada     | 1:00,71 min |           |
| 2     | Laurent Carnol             | Luxemburg  | 1:00,88 min |           |
| 5     | Joshua Palmer              | Australien | 1:01,13 min |           |
| 6     | Vladislav Mustafin         | Usbekistan | 1:01,66 min |           |
| 7     | Anton Sveinn McKee         | Island     | 1:01,84 min |           |
| 8     | Tomáš Klobučník            | Slowakei   | 1:02,93 min |           |

### Vorlauf 4
6. August 2016
| Platz | Name               | Nation             | Zeit        | Anmerkung |
| ----- | ------------------ | ------------------ | ----------- | --------- |
| 1     | Yasuhiro Koseki    | Japan              | 58,91 s     |           |
| 2     | Kevin Cordes       | Vereinigte Staaten | 59,13 s     |           |
| 3     | Cody Miller        | Vereinigte Staaten | 59,17 s     |           |
| 4     | Dmitri Balandin    | Kasachstan         | 59,47 s     |           |
| 5     | Christian vom Lehn | Deutschland        | 1:00,13 min |           |
| 6     | Glenn Synders      | Neuseeland         | 1:00,26 min |           |
| 6     | Dániel Gyurta      | Ungarn             | 1:00,26 min |           |
| 8     | Marcin Stolarski   | Polen              | 1:01,06 min |           |

### Vorlauf 5
6. August 2016
| Platz | Name                  | Nation    | Zeit        | Anmerkung |
| ----- | --------------------- | --------- | ----------- | --------- |
| 1     | Felipe França Silva   | Brasilien | 59,01 s     | SAR       |
| 2     | Cameron van der Burgh | Südafrika | 59,35 s     |           |
| 3     | João Gomes Júnior     | Brasilien | 59,46 s     |           |
| 4     | Ippei Watanabe        | Japan     | 1:00,33 min |           |
| 5     | Kirill Prigoda        | Russland  | 1:00,37 min |           |
| 6     | Damir Dugonjič        | Slowenien | 1:00,41 min |           |
| 7     | Andrea Toniato        | Italien   | 1:00,45 min |           |
| 8     | Čaba Silađi           | Serbien   | 1:00,76 min |           |

### Vorlauf 6
6. August 2016
| Platz | Name                 | Nation         | Zeit        | Anmerkung |
| ----- | -------------------- | -------------- | ----------- | --------- |
| 1     | Adam Peaty           | Großbritannien | 57,55 s     | WR        |
| 2     | Jake Packard         | Australien     | 59,26 s     |           |
| 3     | Ross Murdoch         | Großbritannien | 59,47 s     |           |
| 4     | Li Xiang             | China          | 59,55 s     |           |
| 5     | Giedrius Titenis     | Litauen        | 59,90 s     |           |
| 6     | Vsevolod Zanko       | Russland       | 59,91 s     |           |
| 7     | Panagiotis Samilidis | Griechenland   | 1:00,35 min |           |
| 8     | Yan Zibei            | China          | 1:00,88 min |           |

## Halbfinale

### Halbfinale 1
| Platz | Name                       | Nation             | Zeit        | Anmerkung |
| ----- | -------------------------- | ------------------ | ----------- | --------- |
| 1     | Yasuhiro Koseki            | Japan              | 59,23 s     |           |
| 2     | Kevin Cordes               | Vereinigte Staaten | 59,33 s     |           |
| 3     | João Gomes Júnior          | Brasilien          | 59,40 s     |           |
| 4     | Jake Packard               | Australien         | 59,48 s     |           |
| 5     | Giedrius Titenis           | Litauen            | 59,80 s     |           |
| 6     | Ross Murdoch               | Großbritannien     | 1:00,05 min |           |
| 7     | Glenn Snyders              | Neuseeland         | 1:00,50 min |           |
| 8     | Jorge Mario Murillo Valdes | Kolumbien          | 1:00,81 min |           |

### Halbfinale 2
| Platz | Name                  | Nation             | Zeit        | Anmerkung |
| ----- | --------------------- | ------------------ | ----------- | --------- |
| 1     | Adam Peaty            | Großbritannien     | 57,62 s     |           |
| 2     | Cody Miller           | Vereinigte Staaten | 59,05 s     |           |
| 3     | Cameron van der Burgh | Südafrika          | 59,21 s     |           |
| 4     | Felipe França Silva   | Brasilien          | 59,35 s     |           |
| 5     | Dmitri Balandin       | Kasachstan         | 59,45 s     |           |
| 6     | Christian vom Lehn    | Deutschland        | 1:00,23 min |           |
| 7     | Li Xiang              | China              | 1:00,25 min |           |
| 8     | Vsevolod Zanko        | Russland           | 1:00,39 min |           |

## Finale
8. August 2016, 03:53 Uhr MEZ
| Platz | Name                  | Nation             | Zeit    | Anmerkung |
| ----- | --------------------- | ------------------ | ------- | --------- |
| 1     | Adam Peaty            | Großbritannien     | 57,13 s | WR        |
| 2     | Cameron van der Burgh | Südafrika          | 58,69 s |           |
| 3     | Cody Miller           | Vereinigte Staaten | 58,87 s | AR        |
| 4     | Kevin Cordes          | Vereinigte Staaten | 59,22 s |           |
| 5     | João Gomes Júnior     | Brasilien          | 59,31 s |           |
| 6     | Yasuhiro Koseki       | Japan              | 59,37 s |           |
| 7     | Felipe França Silva   | Brasilien          | 59,38 s |           |
| 8     | Dmitri Balandin       | Kasachstan         | 59,95 s |           |